# Somogyi Károly (mérnök)
Somogyi Károly (Nagykőrös, 1852. március 7. – Nagykőrös, 1914. április 2.) mérnök és a nagykőrösi népbank vezérigazgatója.

## Életútja
Somogyi János és Galgóczi Etelka (Erzsébet) elsőszülött fia, 1852. március 11-én keresztelték. A gimnáziumot 1870-ben végezte Nagykőrösön, majd a budapesti József-műegyetem hallgatója lett, melynek akkor öt évi tanfolyamát 1875-ben befejezte és a gyakorlatban lévő mérnöki abszolutóriumot nyerte. Még mint IV. éves műegyetemi hallgató az 1873-74. évben katonai kötelezettségének Budán a 2-ik Génie-ezrednél mint egyéves önkéntes eleget tett. Közpályáját megkezdte Vukovárott (Szlavónia), ahol 1876-tól, mint a gróf Eltz Károly-féle uradalom segédmérnöke volt alkalmazásban, miközben mint tartalékos katona mozgósíttatván, részt vett az 1878. évi boszniai hadjáratban és a brecskai ütközetben. Vukovárról szülővárosa az 1880. június 20-án tartott általános tisztújítás alkalmával városi mérnökké választotta. Mint városi mérnök működött 15 és fél évig 1896-ig, amikor a nagykőrösi népbank vezérigazgatójává választották. Önkezével vetett véget az életének lövés által 1914. április 2-án reggel 9 órakor. Felesége Kupai Kovács Mária volt.
Írt több cikket a Nagy-Kőrös helyi lapba, ezenkívül mint munkatárs részt vett a Nagykőrös város közönsége által 1896-ban kiadott s nagybátyja Galgóczy Károly által szerkesztett Nagykőrös város Monographiájában, melyben a földrajzi és közlekedési viszonyokat tárgyazó cikkeket ő írta. Ő állította össze a «Nagy-Kőrös beltelkei» c. térképet, melynek II. kiadása mellékletét képezi a Takács Béla által kiadott nagykőrösi Kalauznak.